# Pelochyta aliena
Pelochyta aliena är en fjärilsart som beskrevs av J. Peter Maassen 1890. Pelochyta aliena ingår i släktet Pelochyta och familjen björnspinnare. Inga underarter finns listade i Catalogue of Life.